# Ironman Utah
Der Ironman Utah ist eine ehemalige Triathlon-Sportveranstaltung über die Ironman-Distanz (3,86 km Schwimmen, 180,2 km Radfahren und 42,195 km Laufen) in Provo im US-Bundesstaat Utah.

## Organisation
Veranstaltet wurde dieses Rennen von der World Triathlon Corporation (WTC).
Bei der ersten Austragung am 8. Juni 2002 musste das Schwimmen wegen eines Sturms im Utah Lake abgebrochen werden und es kam auch zu einem Todesfall.
Das Rennen wurde auf einem verkürzten Kurs (110 km Radfahren und 21,1 km Laufen) als Duathlon ausgetragen.
Daraufhin wurde der Triathlon am 31. Mai 2003 als Half-Ironman Utah ausgerichtet und ab 2004 gab es keine Folgeaustragung in Provo.

## Siegerliste
| Datum/Jahr   | Männer       | Männer        | Männer            | Frauen       | Frauen         | Frauen        |
| Datum/Jahr   | Erster Platz | Zweiter Platz | Dritter Platz     | Erster Platz | Zweiter Platz  | Dritter Platz |
| ------------ | ------------ | ------------- | ----------------- | ------------ | -------------- | ------------- |
| 8. Juni 2002 | Tony DeBoom  | Tim Luchinske | Benjamin Hastings | Jenny Tobin  | Susan Williams | Beth Zinkand  |